# Paul de Man
Paul de Man (6 december 1919 – 21 december 1983), ook Deman of De Man, was een Belgische deconstructionistische literaire criticus en onderzoeker. Hij was een neef van de BWP-politicus Hendrik de Man.

## Biografie
Eind jaren 50 promoveerde hij aan de Harvard-universiteit. Hij doceerde aan de Cornell-universiteit, de Johns Hopkins-universiteit, de Universiteit Zürich en Yale-universiteit. In die laatste instelling voor hoger onderwijs maakte hij deel uit van de Yale School of deconstruction. Toen hij overleed aan kanker was hij er Sterling Professor of the Humanities, de hoogste onderscheiding voor professoren in Yale.

## Bevindingen post mortem
In 1987 ontdekte Ortwin de Graef, destijds doctoraatsstudent aan de KU Leuven, 200 artikels die Paul de Man gedurende de Tweede Wereldoorlog had geschreven voor collaborerende kranten, waarvan vele impliciet maar ook enkele expliciet antisemitisch. Deze artikels veroorzaakten een schandaal en veranderden de kijk op zijn leven en werk.